# Spielberg (Lanitz-Hassel-Tal)
Spielberg is een plaats en voormalige gemeente in de Duitse deelstaat Saksen-Anhalt, en maakt deel uit van de Landkreis Burgenlandkreis.
Spielberg telt 413 inwoners.